# Yutou
Yutou (chinesisch 屿头乡, Pinyin Yǔtóu Xiāng) ist eine Gemeinde des Kreises Pingtan der Stadt Fuzhou in der südostchinesischen Provinz Fujian. Die Gemeinde hat eine Fläche von 15,3 km², die sich auf sieben Inseln und über 40 Riffe verteilen. Ende 2004 hatte sie insgesamt ca. 16.000 Einwohner. Yutou liegt im Nordwesten der Haitan-Meerenge, dort wo die Grenzen des Bezirks Changle und der Kreise Fuqing und Pingtan im Meer aufeinandertreffen.
Ein berühmter archäologischer Fund, das chinesische Schiffswrack namens „Wanjiao Nr.1“ wurde in der Nähe des Wanjiao-Riffs auf dem Verwaltungsgebiet Yutous entdeckt.

## Administrative Gliederung
Yutou setzt sich aus zehn Dörfern (村) zusammen. Diese sind:
- Dongzhu (东珠村), Zentrum, Sitz der Gemeinderegierung;
- Donggui (东贵村);
- Dongjing (东京村);
- Houdang (后党村);
- Leyu (乐屿村);
- Tianxia (田下村);
- Wangbin (旺滨村);
- Yubei (屿北村);
- Yunan (屿南村);
- Yuyao (玉瑶村).

Koordinaten: 25° 39′ N, 119° 36′ O